# Wespenbussard
Der Wespenbussard (Pernis apivorus) ist eine Vogelart aus der Familie der Habichtartigen (Accipitridae). Er ist etwa so groß wie ein Mäusebussard. Die Art besiedelt den größten Teil Europas und das westliche Asien.
Der deutsche Name bezieht sich auf die besondere Nahrung, die vor allem aus der Brut sozialer Faltenwespen der Gattung Vespula besteht. Der Wespenbussard zeigt in Anpassung an diese spezielle Nahrung zahlreiche morphologische und phänologische Besonderheiten, so sind die Nasenlöcher schlitzförmig, insbesondere das Kopfgefieder ist sehr steif und die Füße sind für eine grabende Tätigkeit optimiert. Die Art kommt erst sehr spät aus den afrikanischen Winterquartieren zurück, so dass die Jungenaufzucht in die Zeit der größten Häufigkeit von Wespen, den Hochsommer, fällt.

## Beschreibung

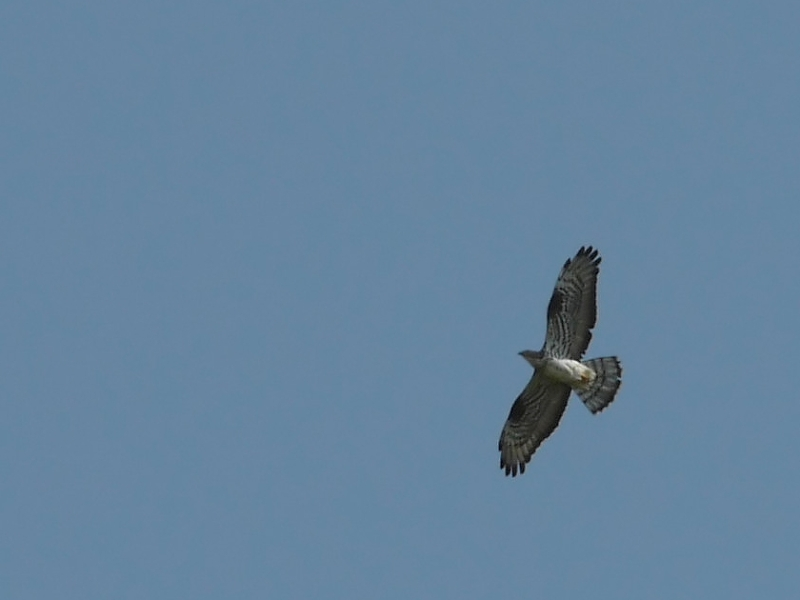
Heller, männlicher Wespenbussard im Flug – die arttypische Bänderung der Steuerfedern und der dunkle Fleck am Flügelbug sind gut erkennbar

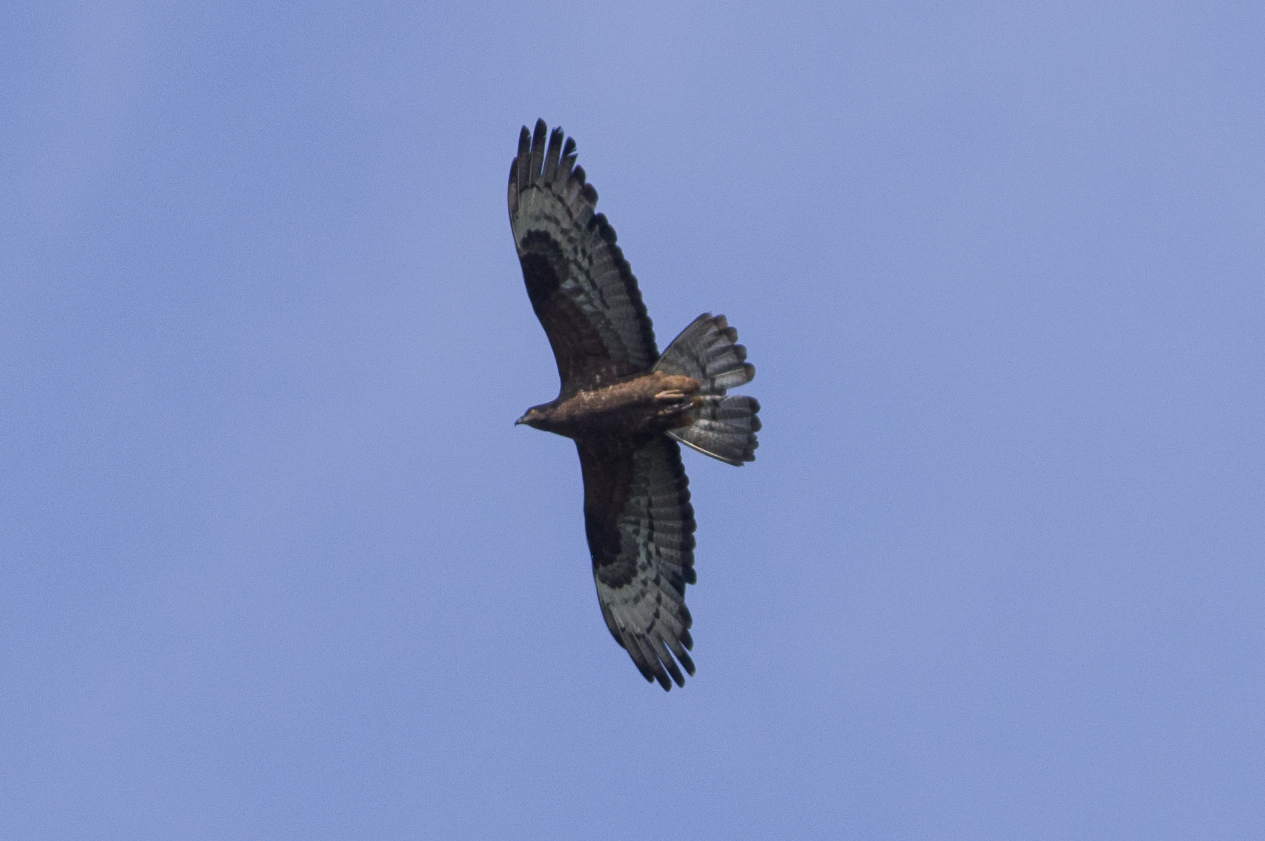
Dunkel gefärbter Wespenbussard auf dem Durchzug über Fehmarn

Wespenbussarde sind etwas größer als Mäusebussarde, sie sind auch langflügeliger und langschwänziger als diese Art, aber im Mittel etwas leichter. Die Körperlänge beträgt 50–60 cm, wovon 21–27 cm auf den Schwanz entfallen. Die Flügelspannweite beträgt 118–144 cm. Der Geschlechtsdimorphismus bezüglich der Größe ist sehr gering; Männchen erreichen 94 % der Größe der Weibchen. Männchen aus Mitteleuropa haben Flügellängen zwischen 383 und 441 mm, im Mittel 409 mm, Weibchen aus diesem Gebiet messen 397–430 mm, im Mittel 415 mm. Repräsentative Daten zum Gewicht liegen bisher offenbar kaum vor, im August wogen Männchen aus Europa 790–943 g, im Mittel 836 g; Weibchen 790–1050 g, im Mittel 963 g.

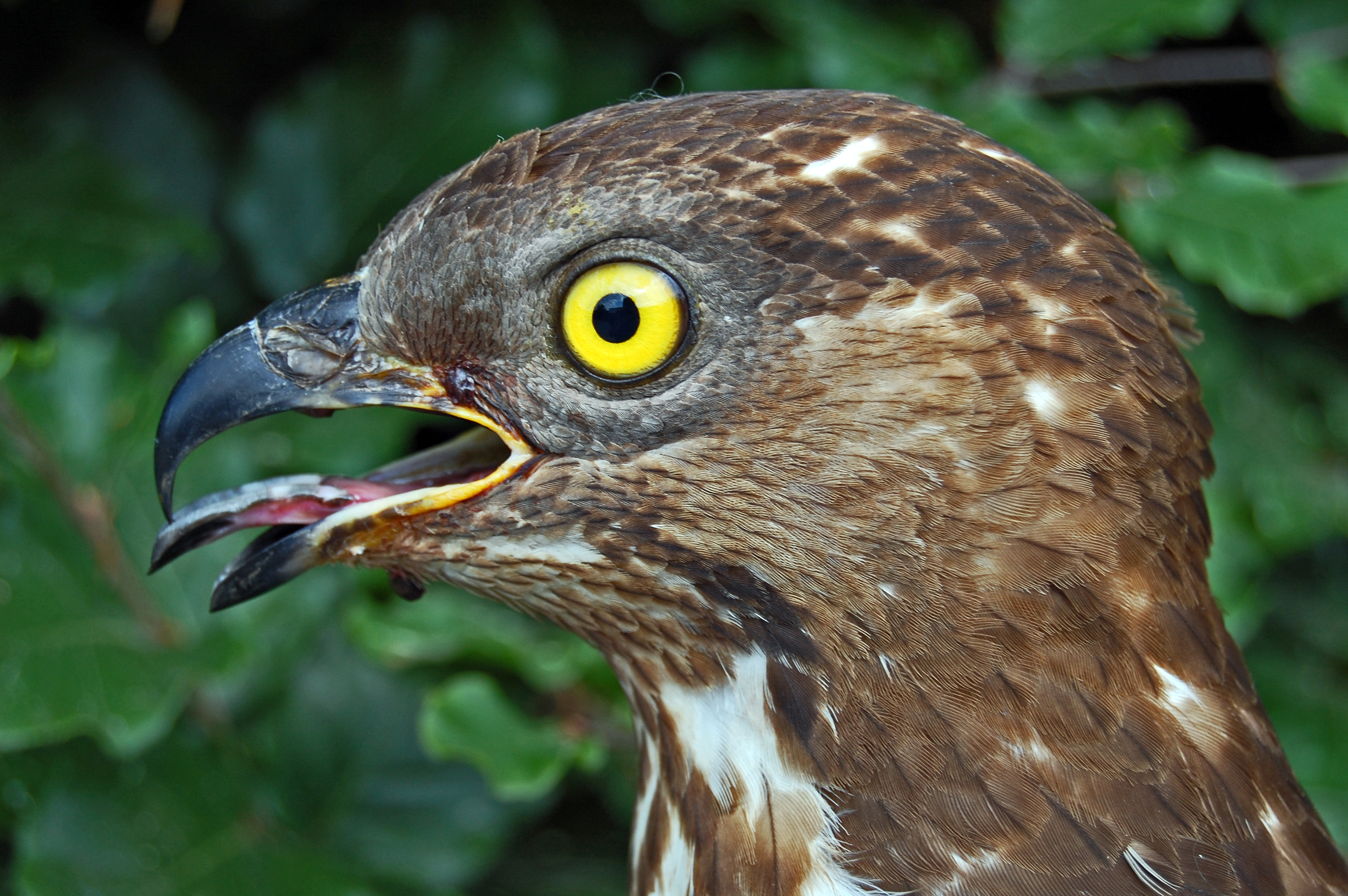
Kopf eines adulten Weibchens

Der Kopf wirkt etwas taubenähnlich, da der über dem Auge liegende Supraorbitalschild wenig ausgebildet ist. Adulte männliche Vögel haben in der Regel einen blaugrau gefärbten Kopf, bei Weibchen ist diese Färbung reduziert oder fehlt, sodass der Kopf wie die übrige Oberseite überwiegend braun ist. Der relativ kleine und schlanke Schnabel ist schwarzgrau. Bei Altvögeln ist die Wachshaut dunkelgrau und die Iris gelb. Die Beine sind ebenfalls gelb, die Krallen sind schwarz.
Bei adulten Vögeln ist die gesamte Oberseite fast einfarbig braun. Hand- und Armschwingen sowie der Stoß zeigen eine breite, dunkle Endbinde und außerdem zwei weitere, schmalere, dunkle Binden; die eine nahe der Basis und die zweite etwa auf Höhe des ersten Drittels der Federn. Im Gegensatz dazu weist der Stoß des Mäusebussards meistens 8–12 Querstreifen auf.
Die Unterseite ist erheblich variabler. Bei den meisten Vögeln sind Körper und alle Unterflügeldecken auf weißlichem Grund grob mittelbraun bis beigebraun quergebändert. Davon deutlich abgesetzt sind die weißlich grauen Schwingen und die ebenso gefärbte Schwanzunterseite. Die dunklen Binden der Schwingen und des Schwanzes sind wesentlich auffälliger als auf der Oberseite. Seltener sind Vögel mit sehr dunkler, dunkelbrauner Unterseite oder solche, die unterseits cremefarben bis fast weiß sind. In allen Färbungsvarianten zeigt die Art jedoch die dunklen Binden auf Schwanz und Schwingen sowie einen großen dunklen Bugfleck an der Vorderkante des Unterflügels, letzterer ist bei hellen Vögeln sehr auffällig.

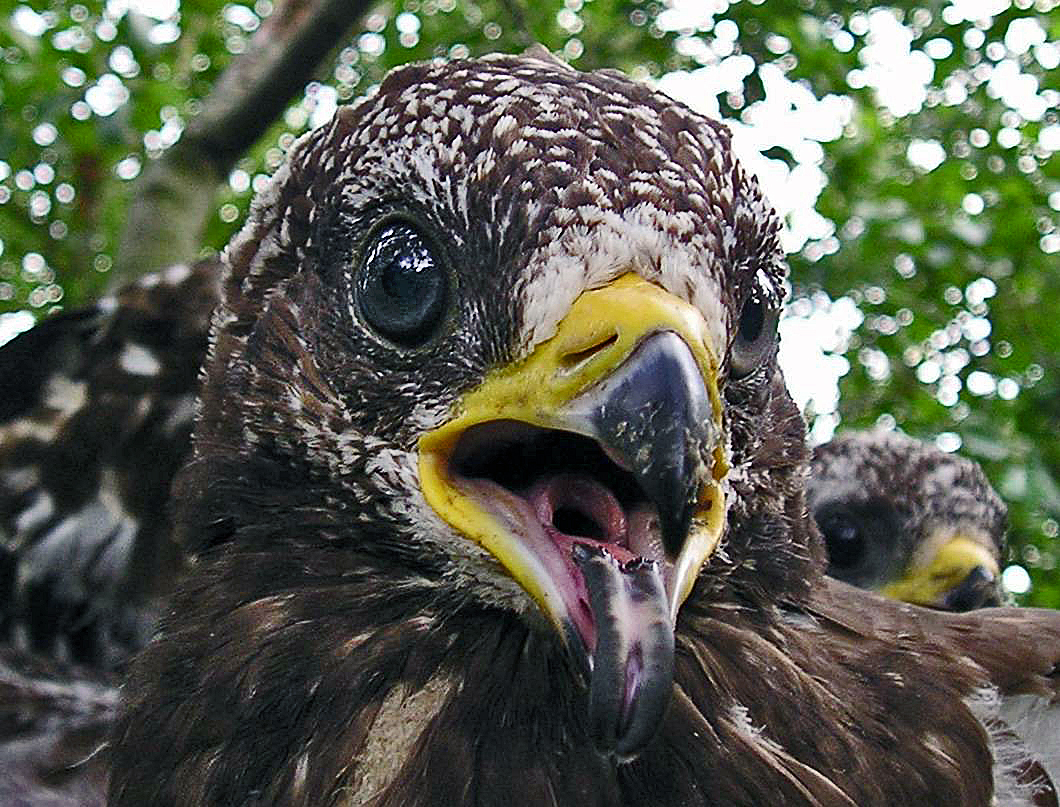
Porträt eines fast flüggen Wespenbussards

Im Flug sind die Flügelenden deutlich gerundet, der Flügelhinterrand ist leicht s-förmig geschwungen. Die Schwanzlänge entspricht etwa der Flügelbreite, die Schwanzecken sind gerundet. Beim Kreisen werden die Flügel waagerecht gehalten, im Gleitflug meist leicht nach unten gebogen.
Jungvögel unterscheiden sich bis zur ersten Mauser deutlich von den adulten Tieren. Der Rumpf ist bei dunklen Vögeln einfarbig, bei hellen Vögeln vor allem auf Hals und Brust kräftig gefleckt oder gestrichelt. Flügel und Schwanz zeigen wie bei adulten Vögeln drei Binden, die Endbinde ist jedoch deutlich schmaler. Sowohl Schwanz als auch Schwingen sind zusätzlich mehr oder weniger regelmäßig dicht dunkel quergebändert, so dass die drei Binden insgesamt viel weniger auffallen. Die Wachshaut ist gelb, die Iris dunkelbraun.

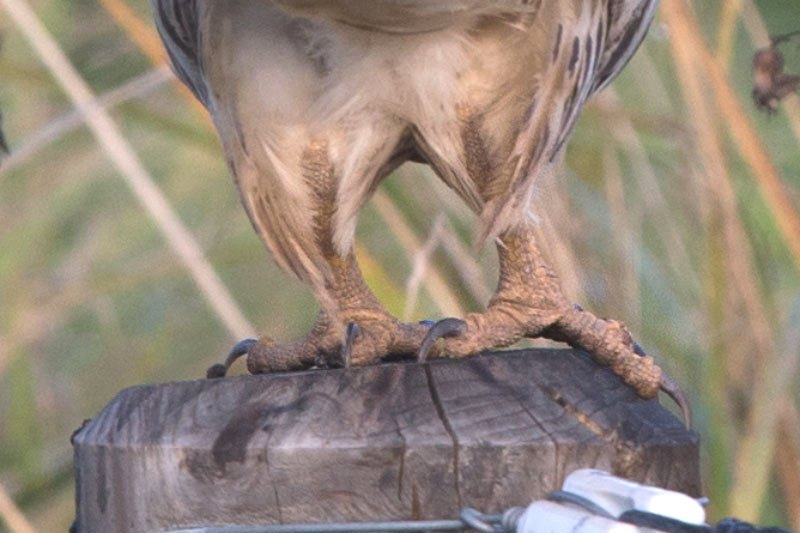
An das Graben angepasste Beine

Der Wespenbussard zeigt in Anpassung an seine hochspezialisierte Ernährung einige besondere Merkmale, die ihn von allen anderen europäischen Greifvögeln unterscheiden. Der Schnabel ist für das Herausziehen von Wespenlarven aus Waben optimiert. Er ist relativ lang und schmal, der Oberschnabel ist nur schwach gekrümmt. Zum Schutz vor Stichen sind die Nasenlöcher schmal und schlitzförmig, das Gefieder am Kopf ist schuppenartig und vor allem in der Augenumgebung sehr dicht und steif. Die Beine sind vor allem an das Graben im Boden angepasst. Der Tarsometatarsus ist kurz und sehr kräftig, wobei der unbefiederte Teil sehr dick beschuppt ist. Die Krallen sind kaum gebogen.

## Lautäußerungen
Insgesamt sind Wespenbussarde im Vergleich zu anderen mitteleuropäischen Greifvogelarten auffallend still. Der noch am häufigsten zu hörende Balzruf ist ein mehrsilbiges, flötendes Wimmern oder Pfeifen, das etwa mit „bliüi-joid-joid“, „gliüü-hü-hü-hü-hü-ü“ oder „flieuw“ wiedergegeben werden kann. Dieser Ruf wird bei Balzflügen geäußert, aber auch bei Erregung oder Bedrohung. Noch seltener wahrgenommen wird ein vergleichsweise leiser, klappernder und in der Tonhöhe variierender „Rasselruf“, der vor allem bei der Ablösung des Partners am Nest eingesetzt wird.
Ebenfalls im Gegensatz zu den meisten anderen mitteleuropäischen Greifvogelarten sind auch junge Wespenbussarde nach dem Ausfliegen fast stumm. Nur wenn ein Altvogel mit Futter zum Horst kommt, rufen die Jungvögel gelegentlich und auch dann nur maximal etwa eine Minute lang. Diese Bettelrufe ähneln den Balzrufen der Altvögel.

## Verbreitung

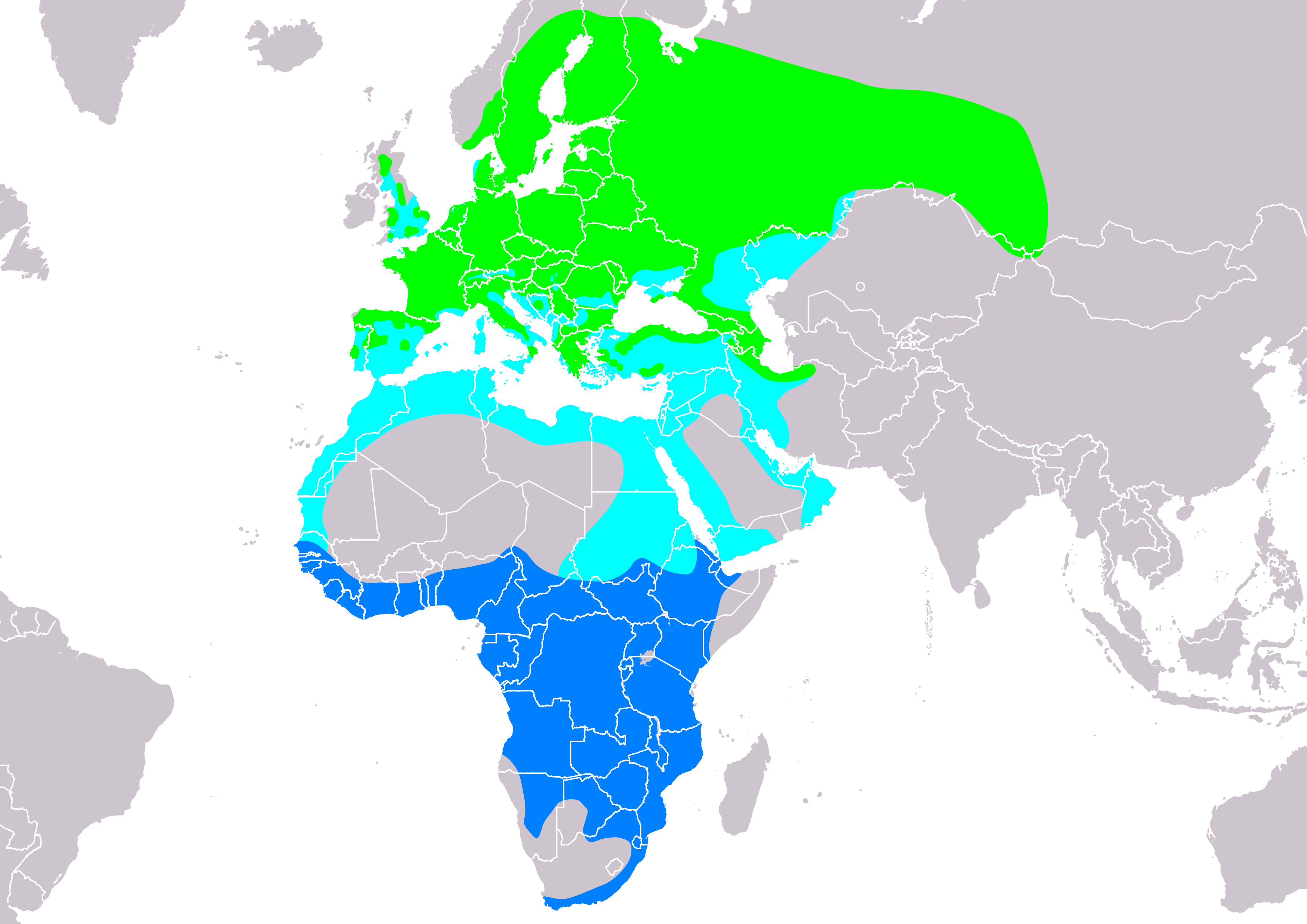
Verbreitung des Wespenbussards:
Brutgebiete
Migration
Überwinterungsgebiete

Die Art bewohnt ein relativ kleines Areal in der westlichen Paläarktis. Das Verbreitungsgebiet umfasst den größten Teil Europas sowie das südwestliche Sibirien. Die östliche Arealgrenze ist bisher nicht genau bekannt, sie wird im Gebiet Tomsk – Nowosibirsk – Barnaul vermutet. Der Wespenbussard fehlt im atlantisch geprägten äußersten Westen und im Norden Europas. In Großbritannien kommt die Art nur im Süden und Osten sowie lokal im Osten Schottlands vor; die weitere nordwestliche beziehungsweise nördliche Verbreitungsgrenze verläuft durch das südöstliche Norwegen, Mittelschweden und Mittelfinnland und dann in Russland etwa zwischen 61° und 63° Nord.
Die südliche Verbreitungsgrenze verläuft durch Zentralspanien, Süditalien und durch den Süden Griechenlands. Weiter östlich teilt sich das Verbreitungsgebiet unter Umgehung der zentralasiatischen Steppenregion in einen nördlichen und einen südlichen Teil. Die südliche Grenze des großflächigen nördlichen Teilareals folgt nach Norden der Westküste des Schwarzen Meeres. Der weitere Verlauf der Südgrenze ist dort ebenfalls nicht genau geklärt, sie verläuft vermutlich entlang einer Linie Wolgograd – Uralsk – Omsk bis in das nördliche Vorland des Altai. Das relativ schmale südliche Teilareal erstreckt sich am Nordrand der Türkei entlang und vom Ostufer des Schwarzen Meeres bis zum Kaukasus und bis in den Norden des Iran.
Das Verbreitungsgebiet des Wespenbussards umfasst damit im Wesentlichen die gemäßigte Zone des subkontinentalen bis kontinental geprägten Europas und des westlichsten Asien.

## Systematik
Für die Art werden keine Unterarten unterschieden. Einige Autoren betrachteten den sehr ähnlichen Schopfwespenbussard  (Pernis ptilorhynchus) als Unterart des Wespenbussards, diese Zuordnung akzeptierten aufgrund morphologischer Unterschiede jedoch weder Glutz von Blotzheim et al. noch Ferguson-Lees & Christie. Eine molekulargenetische Untersuchung der Gattung Pernis bestätigte diese Auffassung, die beiden Arten stellen demnach auch keine Schwestertaxa dar.

## Lebensraum
Der Wespenbussard bewohnt zumindest teilweise bewaldete Landschaften aller Art; bevorzugt werden Waldbereiche, die durch Lichtungen oder abwechslungsreiche Ränder strukturiert sind oder die in der Nähe zu abwechslungsreichen Feuchtgebieten liegen. Das regelmäßige Vorkommen reicht vom Flachland bis in die montane Stufe, höchste Brutnachweise erfolgten in den Alpen auf etwa 1500 m.

## Ernährung

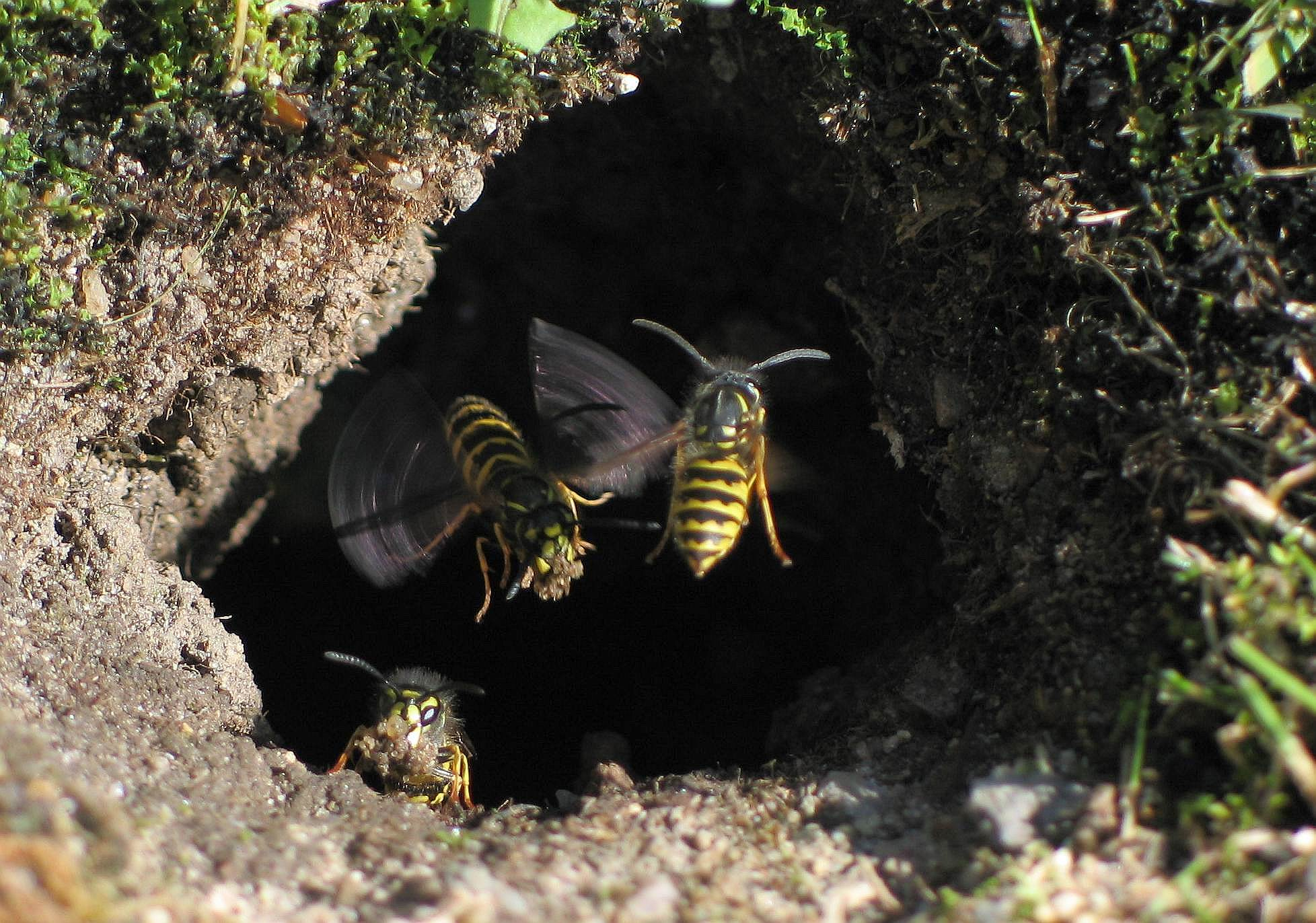
Eingang zu einem Erdnest der Gemeinen Wespe. Nester dieser Wespe werden von Wespenbussarden häufig ausgegraben.

Der Wespenbussard ist hinsichtlich seiner Ernährung hochspezialisiert und nimmt in dieser Hinsicht eine Sonderstellung unter den europäischen Greifvögeln ein. Er ernährt sich zumindest im Brutgebiet ganz überwiegend von der Brut sozialer Faltenwespen der Gattung Vespula, in Mitteleuropa vor allem von der Brut der Deutschen Wespe und der Gemeinen Wespe. Die wesentliche Suchstrategie ist das ausdauernde Sitzen in Bäumen unterhalb der Baumkrone in aufgelockerten Wäldern, an Waldrändern und an ähnlichen, offenen Strukturen. Dabei suchen Wespenbussarde vermutlich nach fliegenden Wespen, die in Bodennähe verschwinden. Die gefundenen Nester werden ausgegraben und die Teile mit Larven und Puppen stückweise zum eigenen Nest transportiert, bis alle Waben ausgebeutet sind. Während des Grabens schließt der Wespenbussard seine Augen; die vor allem am Kopf sehr dichten Federn schützen den Vogel vor Stichen.
Neben Wespennestern werden auch die Nester von Hummeln ausgegraben. Kleine Wirbeltiere spielen vor allem in nassen und kühlen und damit wespenarmen Sommern eine wichtige Rolle, am häufigsten erbeutet die Art Frösche der Gattung Rana – sowohl „Grünfrösche“ (Teich-, See- und Kleiner Wasserfrosch) als auch Gras- und Moorfrösche. Auch nestjunge Vögel gehören regelmäßig zur Beute. Nach Magenuntersuchungen umfasst das Nahrungsspektrum neben diesen Hauptbeutetieren aber auch Reptilien sowie ein breites Spektrum von vor allem bodenbewohnenden Wirbellosen; viele dieser Arten fangen Wespenbussarde offenbar bei ausgedehnten Jagden zu Fuß. Kleine Säugetiere wie Mäuse sind hingegen seltene Ausnahmebeute. Aas nehmen Wespenbussarde nur selten zu sich; bisweilen an toten Tieren beobachtete Exemplare haben es in der Mehrzahl der Fälle auf die darin enthaltenen Fliegenmaden abgesehen. Im Spätsommer werden auch Früchte verzehrt, vor allem Pflaumen, Kirschen und Beeren.

## Raumnutzung und Siedlungsdichte
Bisher liegt nur eine Untersuchung zur Größe des Aktionsraumes in der Brutzeit mit Hilfe von Telemetriesendern vor. In den Jahren 1993–1995 wurden in Schleswig-Holstein zwei Männchen und zwei Weibchen besendert. Die beiden Männchen beflogen eine Fläche von 17,0 km² und 22,0 km². Sie zeigten deutliches Territorialverhalten, die durch Revierflüge markierte Fläche war jedoch deutlich kleiner und umfasste nur etwa 6,4 km² bzw. 3,8 km². Die beiden Weibchen nutzten etwa doppelt so große Flächen wie die Männchen, die beflogenen Areale waren 43,5 km² bzw. 45,0 km² groß. Die Weibchen zeigten kaum Territorialverhalten, und ihre Aktionsräume überschnitten sich großräumig mit denen von Artgenossen.
Zur Siedlungsdichte liegen nur wenige Angaben vor. Auf einer 640 km² großen Fläche in Nordrhein-Westfalen wurden zwischen 1976 und 1998 13 bis 46 Paare gefunden, was 2,0 bis 7,2 Paaren/100 km² entspricht, wobei die Siedlungsdichte eine stark abnehmende Tendenz aufwies. Für die niederländische Provinz Drenthe wurden zwischen 1980 und 1991 etwa 80 Paare ermittelt, entsprechend 2,0 Paaren/100 km².

## Fortpflanzung

### Balz und Nestbau
Nach der Ankunft im Brutrevier balzt das Männchen insbesondere im Mai und dann wieder ab Mitte Juli und im August. Der spektakuläre Balzflug besteht aus langen Flügen in eine Richtung, die plötzlich in einen flachen Wellenflug übergehen. Jeweils am höchsten Punkt einer „Welle“ streckt das Männchen die Flügel nach oben und schlägt sie 4 bis 10 Mal über dem Rücken fast zusammen, dies wird oft als „Schmetterlingsflug“ bezeichnet. Dabei wird häufig gerufen. Dieser Balzflug findet sowohl über dem Horstbereich statt als auch bis zu mehreren Kilometern von diesem entfernt und dient vermutlich sowohl der Paarbindung als auch der Abgrenzung von Nahrungsterritorien gegen Artgenossen.
Das Nest wird fast immer im größten jeweils verfügbaren Wald und möglichst weit von dessen Rändern entfernt errichtet. Zur Nestanlage werden Bäume aller Art genutzt. Die genutzten Bäume sind häufig eher schwächere Individuen des Bestandes. Das Nest wird in der Baumkrone häufig so angelegt, dass es sowohl von oben als auch von unten gut gegen Sicht geschützt ist, bei schwächeren Bäumen nah am Stamm, bei dickstämmigen Bäumen häufig auf einem schwächeren Seitenast. Beide Geschlechter bauen. Vor allem neugebaute Nester sind für einen Vogel dieser Größe auffallend klein, ihr Durchmesser beträgt 65–90 cm und die Höhe 25–40 cm. Spätestens mit Beginn der Brutzeit und dann bis zum Ausfliegen der Jungvögel werden die meisten Nester ständig mit belaubten Zweigen belegt; durch die über den Rand hängenden Zweige ist das Nest oft leicht schirmförmig.

### Gelege und Aufzucht der Jungvögel

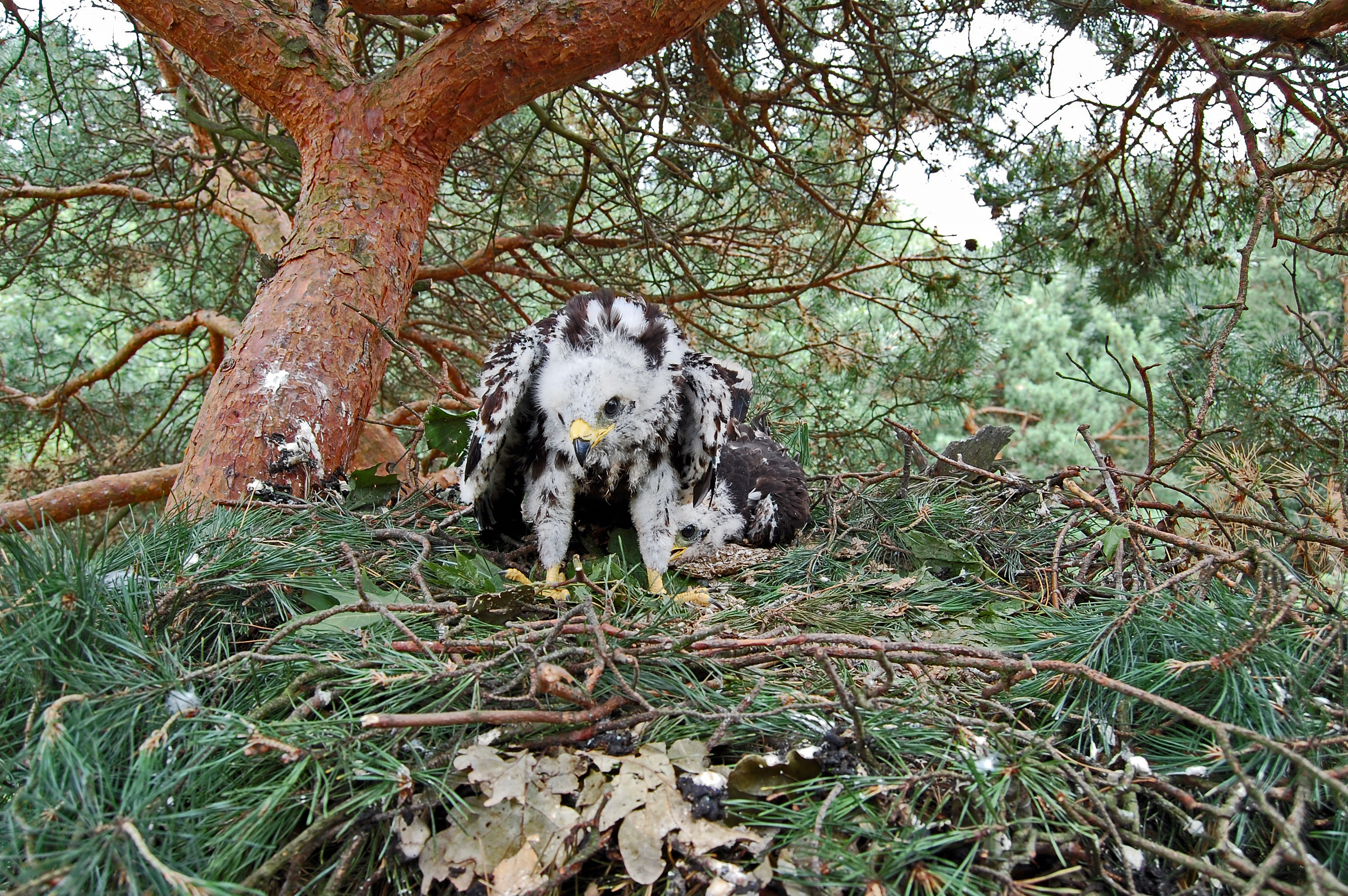
Nest mit zwei jungen Wespenbussarden (28 und 30 Tage alt). Die sehr intensive Begrünung ist gut erkennbar

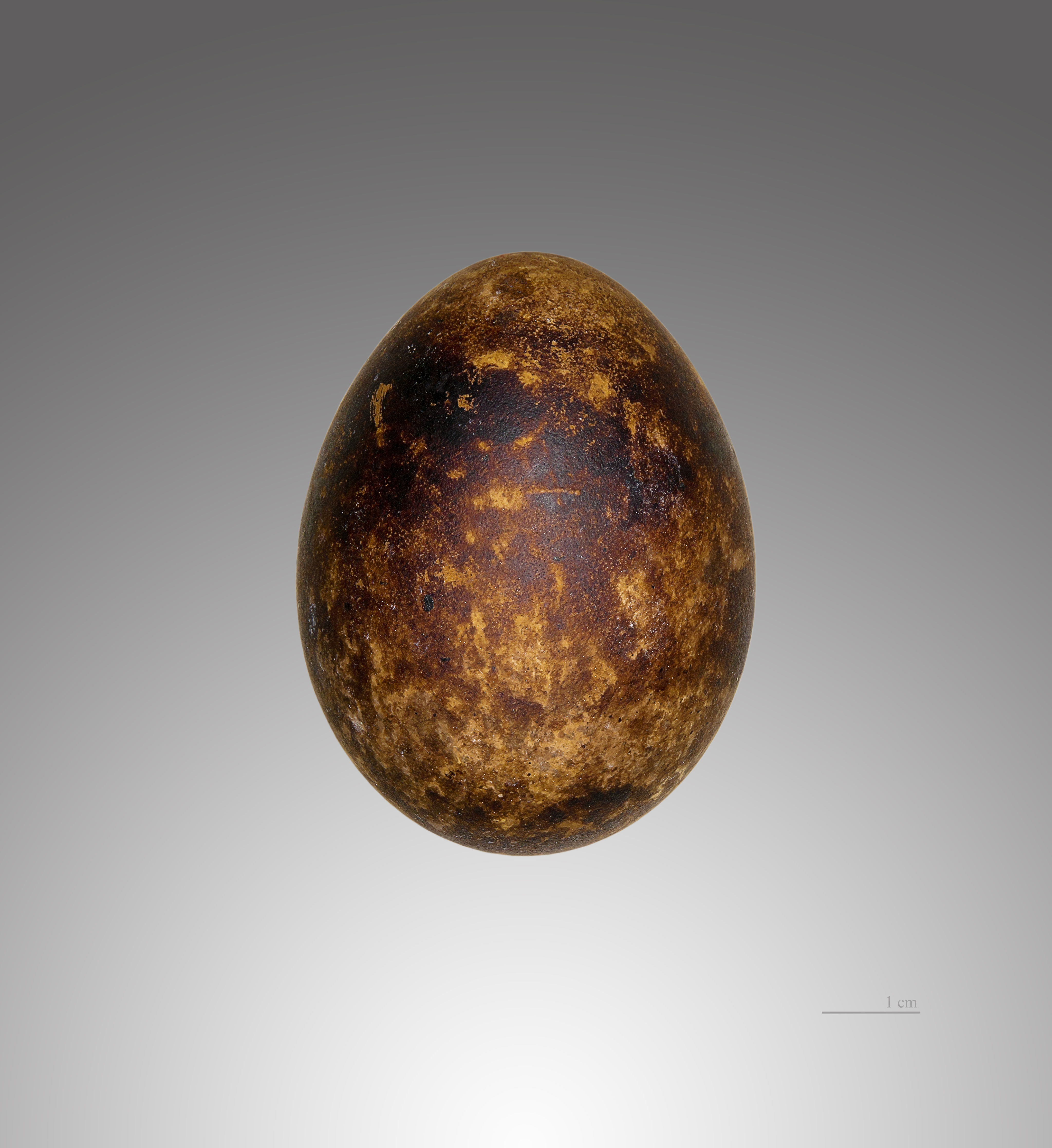
Ei des Wespenbussards

Der Wespenbussard zählt in Europa zu den ausgesprochen spät brütenden Greifvogelarten. Die Eiablage erfolgt in Mitteleuropa frühestens Mitte, meist jedoch erst ab Ende Mai bis Mitte Juni. Bei einer Untersuchung in den Niederlanden wurde als frühester Legebeginn der 19. Mai und als spätester Legebeginn der 14. Juni festgestellt, im Mittel fiel der Legebeginn auf den 1. Juni. Die Gelege bestehen ganz überwiegend aus zwei Eiern, selten aus nur einem und sehr selten aus drei Eiern. In den Niederlanden bestanden von insgesamt 42 Gelegen 39 aus zwei Eiern; zweimal wurden ein Ei und einmal drei Eier gefunden. Die recht rundlichen Eier messen in Mitteleuropa im Mittel 49,8 × 40,8 mm und wiegen im Mittel etwa 45 g. Die Eier sind auf weißlichem bis hellbräunlichem Grund sehr intensiv variabel rotbraun bis schwarzbraun verwaschen gefleckt. Häufig ist die Fleckung so ausgedehnt, dass die Grundfarbe kaum noch erkennbar ist.
Die Brutzeit beträgt etwa 34 Tage. Beide Partner brüten, lösen sich ab und gehen unabhängig voneinander auf Nahrungssuche. Etwa in den ersten drei Wochen nach dem Schlupf der Jungen beschafft das Männchen den überwiegenden Teil der Nahrung, danach beteiligt sich auch das Weibchen immer stärker an der Nahrungssuche, wobei im Normalfall immer ein Partner am Nest bleibt. Die angebrachten Waben werden vom Altvogel Zelle für Zelle mit dem Schnabel geleert und die Larven und Puppen einzeln an die Jungvögel verfüttert. Die Jungvögel können mit 16–20 Tagen stehen, im Alter von etwa vier Wochen erwacht bei ihnen der Scharrtrieb; sie graben dann das Nestmaterial um. In auffallendem Gegensatz zu allen anderen europäischen Greifvogelarten koten die Jungvögel nicht so früh wie möglich über den Nestrand, so dass auf dem Boden unter dem Nest auch bei älteren Jungvögeln nur wenige Kotspritzer zu finden sind. Der Kot wird stattdessen in bestimmten Bereichen auf dem Nestrand abgelegt und bildet dort kleine Häufchen. Nach etwa 44 Tagen werden die Jungvögel flügge, sie werden bis zum Abzug der Altvögel auf dem Nest mit Futter versorgt.

## Geschlechtsreife und Lebensalter
Wespenbussarde sind im zweiten Lebensjahr ausgefärbt und dann vermutlich auch geschlechtsreif. Über das Durchschnittsalter freilebender Wespenbussarde ist nichts bekannt, das durch Beringung nachgewiesene Höchstalter betrug 29 Jahre bzw. 27 Jahre und 11 Monate.

## Wanderungen
Der Wespenbussard ist Langstreckenzieher, die gesamte Population überwintert in Afrika südlich der Sahara. Wespenbussarde halten sich in Europa etwa von Anfang Mai bis Ende August auf, also nur etwa vier Monate. Sie sind als Thermikzieher ausgesprochene Schmalfrontzieher, größere Meere werden an den schmalsten Stellen überflogen. Der Zug konzentriert sich daher auf die bekannten Schwerpunkte des Vogelzuges in Europa und im Nahen Osten.

### Herbstzug
Die skandinavische Population zieht im Herbst über Falsterbo, dort zogen im Herbst von 1973 bis 1990 im Mittel jährlich 4704 Wespenbussarde nach Süden. Der Wegzug beginnt dort in der zweiten Augustdekade. Der Hauptdurchzug findet in der letzten August- und der ersten Septemberdekade statt und läuft dann schnell aus. Maximal wurden in Falsterbo an einem Tag 2240 Wegzügler beobachtet. Letzte Durchzügler werden dort Ende September oder Anfang Oktober beobachtet. Nach Alter differenzierte Beobachtungen in den Jahren 1986–1990 ergaben dort ein etwas anderes Bild. Der Wegzug der Altvögel war schon in der ersten Augustdekade im Gange und beginnt wohl schon Ende Juli. Der Median des Wegzuges der Altvögel fiel auf den 27. August, letzte adulte Durchzügler wurden Mitte September beobachtet. Der Wegzug der Jungvögel begann erst Ende August, der Wegzugmedian fiel auf den 11. September, war also 15 Tage später als jener der Altvögel. Die letzten Jungvögel ziehen in der ersten Oktoberdekade.
Ebenso wie die skandinavischen Vögel zieht auch der größte Teil der west- und mitteleuropäischen Population nach Südwesten und verlässt Europa über Gibraltar, maximal wurden hier im Herbst 1972 117.000 Durchzügler gezählt. Der Hauptdurchzug findet dort in den ersten beiden Septemberdekaden statt, Mediandatum des Wegzuges war hier in den Jahren 1967–1970 der 5. September. Nur ein kleiner Teil überquert das Mittelmeer auf der Route Sizilien – Cap Bon.
Ein Teil der osteuropäischen Population zieht nach Südosten über den Bosporus; zwischen 1966 und 1972 wurden dort maximal 25.000 Durchzügler pro Herbst gezählt. Der weitere Zug verläuft dann entlang der östlichen Mittelmeerküste über die östliche Türkei, Syrien, den Libanon und Israel nach Afrika. Der überwiegende Teil der osteuropäischen und westasiatischen Wespenbussarde zieht jedoch an der Ostküste des Schwarzen Meeres entlang nach Süden, dann durch den Osten der Türkei und ebenfalls über Syrien, den Libanon und Israel nach Afrika. Die weltweit größte Konzentration ziehender Wespenbussarde wird daher über Israel beobachtet. In Kefar Kassem nördlich von Tel Aviv wurden von 1982 bis 1987 im Herbst im Mittel 337.000 Durchzügler erfasst, in den weiter nördlich gelegenen „Northern Valleys“ wurden von 1988 bis 1990 im Mittel 370.000 Durchzügler pro Herbst mit Tagessummen von bis zu 84.000 Individuen gezählt.
Um individuelle Zugwege verfolgen zu können, wurden in Schweden in den Jahren 1997–2000 Wespenbussarde mit Satellitentelemetriesendern versehen. Dabei konnten deutlich unterschiedliche Zugstrategien von adulten und juvenilen Vögeln festgestellt werden. Fünf adulte Vögel zogen zwischen dem 16. August und dem 7. September, im Mittel am 23. August, aus dem Brutgebiet ab, ein weiterer, verletzt gefundener Vogel 11 Tage nach seiner Freilassung am 15. September. Fünf Vögel verließen Schweden über Falsterbo, der sechste Vogel überquerte die Ostsee weiter östlich. Alle sechs Vögel zogen dann in einem relativ schmalen Korridor nach SW durch Deutschland, Frankreich und Spanien, überquerten das Mittelmeer bei Gibraltar und zogen dann über die westliche Sahara weiter nach Süden. Die fünf vor dem Abzug gesunden Vögel trafen zwischen 21. September und 21. Oktober, im Mittel am 5. Oktober, in ihren westafrikanischen Winterquartieren zwischen Sierra Leone und Kamerun ein.
Drei Jungvögel zogen erst zwischen dem 5. und 15. September ab, im Mittel am 12. September, und flogen mehr oder weniger direkt nach Süden. Ein Vogel überquerte das Mittelmeer weit östlich von Gibraltar etwa auf Höhe der Balearen und erreichte Afrika in Algerien, zwei weitere Vögel zogen über das zentrale Mittelmeer oder über Italien und erreichten Afrika bei Cap Bon in Tunesien. Von ihrem Ankunftsort in Afrika zogen die Jungvögel dann über die Zentralsahara weiter nach Süden. Auf ihrem Zug legten die Jungvögel bis zu 16 Tage lange Pausen ein und erreichten dieselben Winterquartiere wie die adulten Vögel daher erst zwischen dem 11. und 13. November, also im Mittel 37 Tage nach den Altvögeln.

### Winterquartier

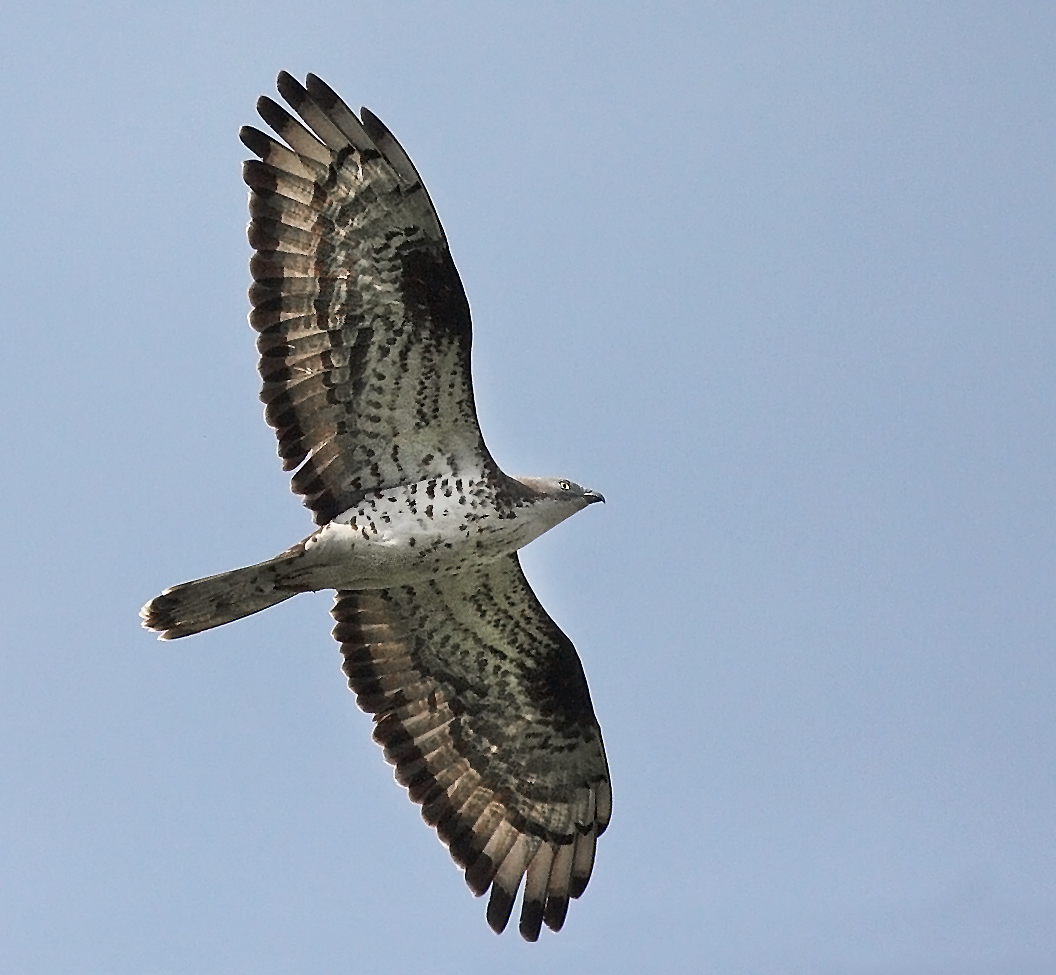
Männlicher Wespenbussard im Flug

Bis einschließlich 1996 lagen von in West- und Mitteleuropa sowie in Skandinavien und Finnland nestjung beringten Wespenbussarden 54 Funde aus den Winterquartieren vor. Diese Wiederfunde erfolgten alle in der Zone des tropischen Regenwaldes südlich der Sahara von Sierra Leone im Westen bis in die Demokratische Republik Kongo in Zentralafrika. Nach Sichtbeobachtungen überwintert die Art jedoch auch im gesamten übrigen Afrika südlich der Sahara, möglicherweise überwintern hier vor allem Vögel aus den östlichen Teilen des Verbreitungsgebietes, die Afrika überwiegend von Nordosten erreichen.

### Frühjahrszug
Vorjährige Vögel werden in Europa nur sehr selten beobachtet, diese Vögel übersommern in ihrem ersten Lebensjahr also wohl überwiegend in den Winterquartieren. Wann die adulten Wespenbussarde aus ihren afrikanischen Winterquartieren abziehen, ist bisher nicht bekannt. Über Gibraltar beginnt der Heimzug zögerlich um den 20. April, erreicht Anfang Mai den Höhepunkt und läuft dann sehr schnell aus, mit letzten Heimzüglern Anfang Juni. Median des Heimzuges ist dort der 11. Mai. Der größte Teil der Ostzieher verlässt Afrika an dessen Nordostspitze, umfliegt das Rote Meer am Nordende bei Eilat und zieht dann weiter nach Norden und Nordosten. Der zeitliche Verlauf des Zuges über Eilat ähnelt mit ersten Durchzüglern im April dem über Gibraltar, der Zug kulminiert dort ebenfalls Anfang Mai und läuft dann Ende Mai bereits aus. Ähnlich wie auf dem Herbstzug über Kefar Kassem zogen hier im Mittel der Jahre 1977–1988 rund 363.000 Individuen pro Frühjahr durch, maximal wurden im Frühjahr 1985 852.000 Heimzügler beobachtet. In Mitteleuropa trifft die Art frühestens Ende April in den Brutgebieten ein, meist jedoch erst Anfang bis Mitte Mai.

## Bestandsentwicklung und Gefährdung
Großräumige Bestandserfassungen sind bei dieser Art aufgrund der späten Ankunft in den Brutgebieten und der sehr heimlichen Lebensweise sehr schwierig und liegen daher kaum vor; die folgenden Bestandsangaben stellen daher nur grobe Schätzungen dar. Für Deutschland wurden um das Jahr 2002 4000–4900 Paare angegeben, für Österreich etwa 1500 und für die Schweiz Mitte der 1990er Jahre 400–600 Paare. Der Gesamtbestand in Europa und Vorderasien wurde um 2000 auf etwa 130.000 Paare geschätzt. Da maximal jedoch allein in Eilat 852.000 Heimzügler erfasst wurden (s. o.), was etwa 425.000 Paaren entsprechen würde, ist selbst bei Berücksichtigung der in der obigen Gesamtzahl nicht enthaltenen sibirischen Population von einer erheblichen Unterschätzung des Bestandes auszugehen.
Seit 1979 fällt die Art unter das Washingtoner Artenschutzübereinkommen (engl. CITES). Sie ist in Anhang A der Verordnung (EG) Nr. 338/97 (EU-ArtenschutzVO) gelistet und genießt somit in der Europäischen Union den höchsten Schutzstatus. Hier ist daher ohne formelle Genehmigung der zuständigen Behörde jede Einfuhr oder Vermarktung, also auch der Kauf oder das Zurschaustellen zu kommerziellen Zwecken verboten; in Deutschland ist das wie das Bejagen, eine Entnahme aus der Natur oder erhebliches Stören eine Straftat; das gilt für lebende Exemplare ebenso wie für Teile aus Tieren dieser Art (Präparate) oder für Eier. Wie die meisten europäischen Greifvogelarten ist der Wespenbussard in Anhang I der Vogelschutzrichtlinie der EU aufgenommen mit der Folge, dass die Mitgliedstaaten zu besonderen Schutzmaßnahmen verpflichtet sind.
In der Roten Liste der Brutvögel Deutschlands von 2020 wird die Art in der Kategorie V (Vorwarnliste) geführt. Weltweit gilt der Wespenbussard laut IUCN als ungefährdet („Least Concern“).

## Sonstiges
Im Englischen wird der Wespenbussard irrtümlich auch Honey Buzzard genannt, obwohl Bienen und ihr Honig in der Ernährung des Wespenbussards praktisch keine Rolle spielen, da sie ihre Waben an für den Vogel meist unzugänglichen Stellen bauen. Der Name Läuferfalke hingegen rührt daher, dass Wespenbussarde auf Nahrungssuche auch längere Strecken zu Fuß zurücklegen können.